# Apache CXF
Apache CXF est un framework open-source en langage Java, facilitant le développement de services web. Il résulte du croisement de deux projets open source : Celtix développé par IONA Technologies (acquis par Progress Software en 2008) et XFire développé par une équipe hébergée par Codehaus. Ces deux projets ont été combinés par des personnes travaillant ensemble à la Apache Software Foundation. Le nom CXF dérive des noms des projets Celtix et XFire.
Les points clé pour la conception de CXF sont:
- Franche séparation du front-end, comme les JAX-WS, du cœur du code.
- Simplicité avec par exemple la création de clients et point finaux sans annotations.
- Hautes performance avec un minimum de traitements.
- Composants pour services web embarquables: les exemples fournis incluent Spring et Geronimo.

CXF est souvent utilisé avec Apache ServiceMix, Apache Camel et Apache ActiveMQ dans les projets s'appuyant sur une architecture orientée services (SOA).

## Caractéristiques
CXF inclut un nombre important de fonctionnalités, mais se concentre prioritairement sur:
- Support des standards des services web:
  - SOAP
  - WS-Addressing
  - WS-Policy
  - WS-ReliableMessaging
  - WS-SecureConversation
  - WS-Security
  - WS-SecurityPolicy
- JAX-WS API pour le développement de services web
  - support Java
  - outils WSDL
- JAX-RS (JSR 311 1.1) API RESTful
- modèle de programmation JavaScript pour le développement de services ou clients
- outils Maven
- support CORBA
- support des couches HTTP et transport JMS
- Déploiement exportable:
  - ServiceMix ou autre conteneur JBI
  - Geronimo ou autre conteneur Java EE
  - Tomcat ou autre conteneur de servlet
  - OSGi
- Implémentation de services distants OSGi de référence

## Support commercial
Le support pour CXF pour les entreprises est fourni par des organismes indépendants, comme FuseSource, JBoss, Talend, et Sosnoski Software Associates.